# Casco de turbante

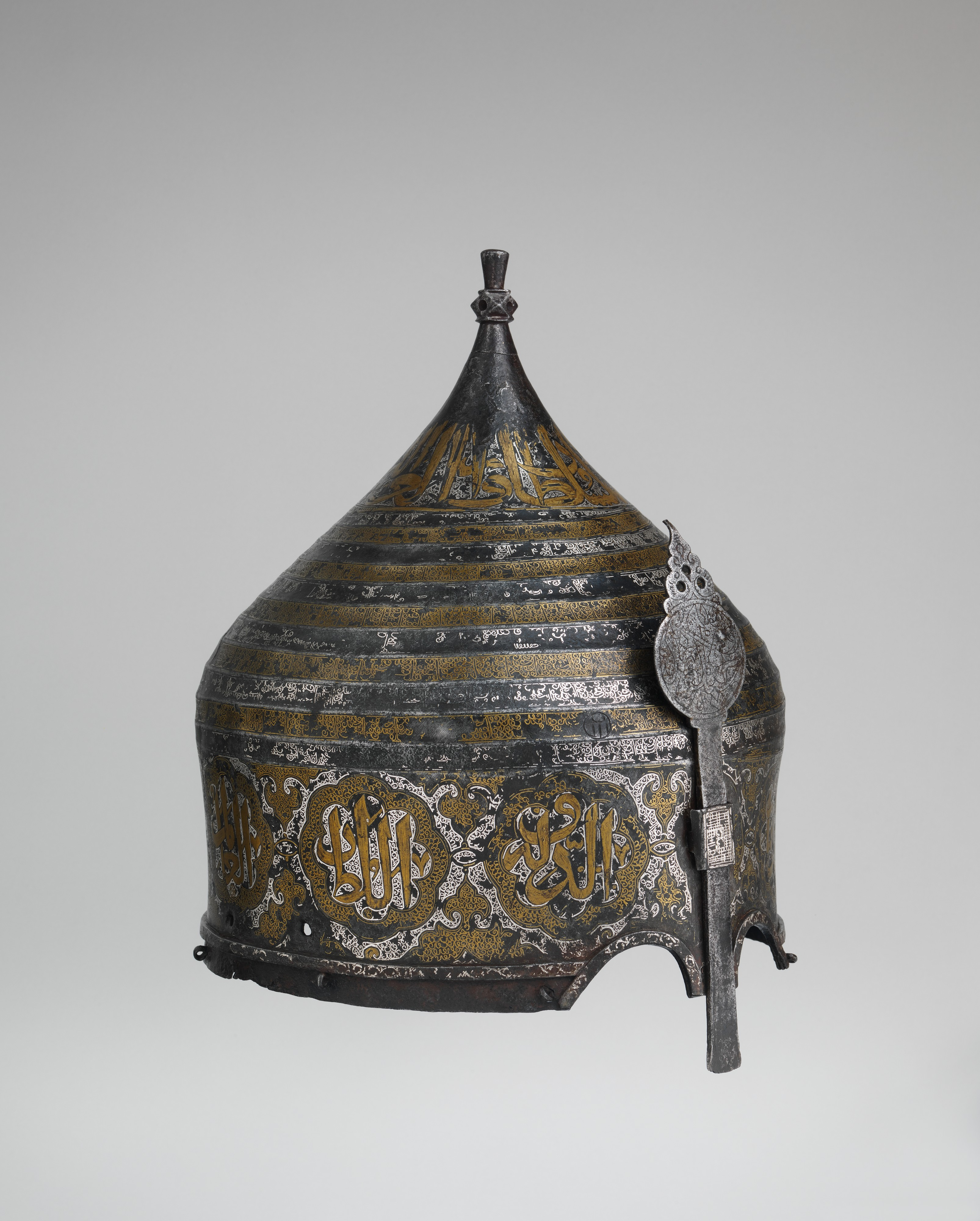
Caso de turbante de finales del de estilo turcómano.

El casco de turbante es una especie de gran casco o yelmo de origen turco conocido por su gran forma bulbosa y sus aletas. El nombre de casco de turbante deriva del hecho de que eran usados sobre el turbante. Los cascos de turbante pueden ser encontrados en toda la región del antiguo Imperio Otomano.
Los primeros yelmos turcos eran cónicos con placas de acero, malla o protectores de cuello acolchados. Desde mediados del siglo XIV hasta por lo menos principios del siglo XVI, los cascos crecieron en tamaño, llegando a ser muy grandes y, a menudo, elaboradas molduras decorativas. Estos grandes cascos otomanos eran usados por los soldados sobre sus turbantes de tela, por lo que fueron llamados "cascos de turbante". Los cascos de turbante son conocidos por su gran forma bulbosa. Algunos ejemplos de cascos turbante se formaron con molduras en espiral, supuestamente imitando los pliegues de un turbante. Esta forma distintiva era forjada a partir de una sola placa de hierro o acero que se estrechaba hacia un fastigio aplicado por separado. El borde del casco se forma sobre los ojos, y luego se ajusta alrededor del borde con orejeras o remaches perforados, donde la defensa de almófar o malla se asegura con un cordón. El almófar, una malla de metal flexible, se extiende hacia abajo para proteger la cara y el cuello. El almófar generalmente se fija con un sello de plomo que está marcado con la insignia utilizada en los arsenales otomanos. Una barra nasal ajustable se sujeta con un soporte en el lado frontal del casco, entre las aberturas de los ojos. El diseño se usaba para proteger la nariz del guerrero.

## Decoración

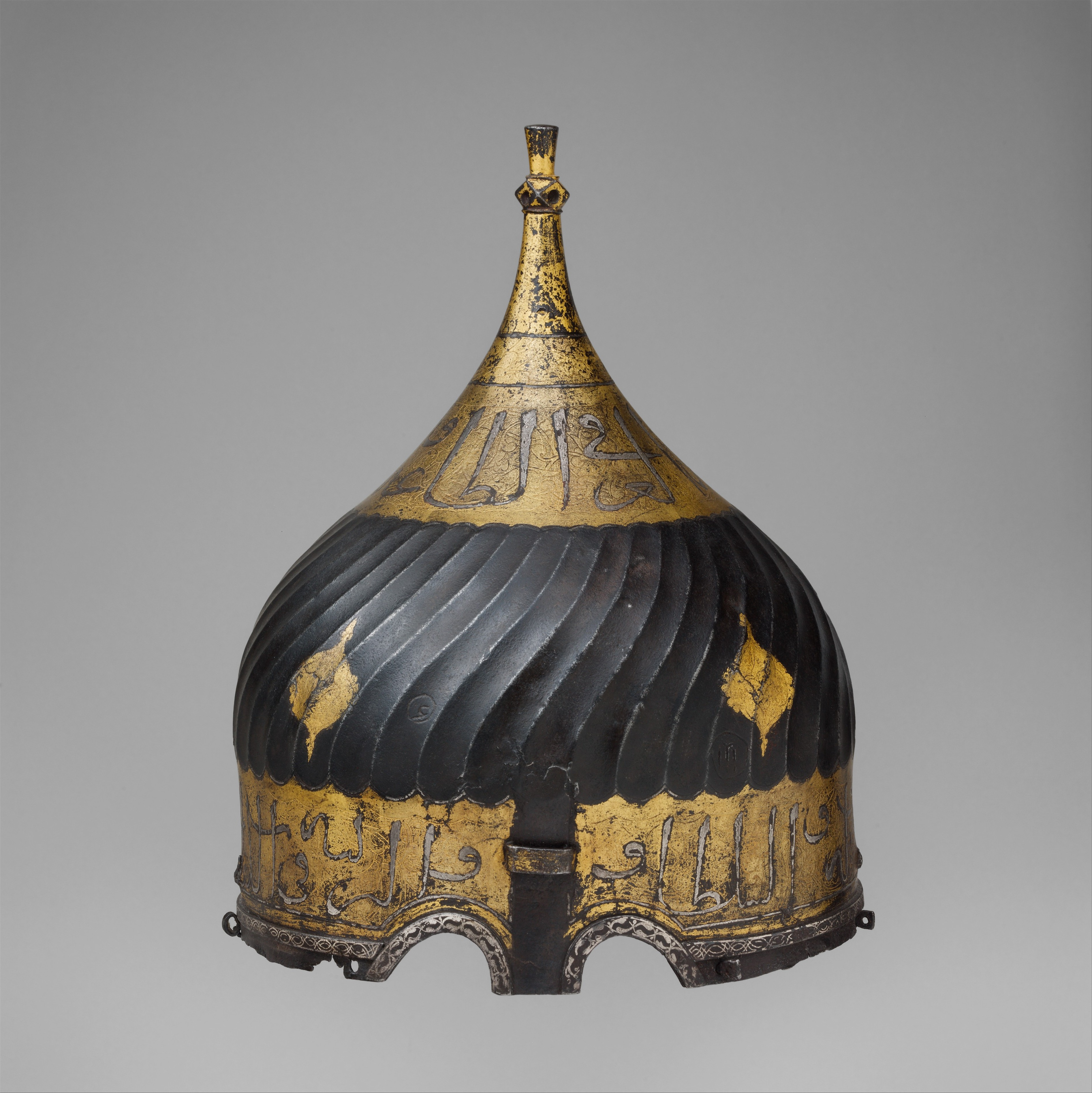
Casco de turbante de fines del, decorado con oro y plata.

En el Imperio Otomano, ciertos grupos de derviches llevaban turbantes con una cantidad prescrita de pliegues para representar un número místico importante. Es probable que los cascos de turbante fueran considerados no solo como una armadura sino también como una especie de insignia religiosa. El simbolismo religioso de los cascos de turbante indica que el usuario es un guerrero de la fe. Los cascos de turbante de gran tamaño, así como el almófar y la armadura de placas con decoración a juego, estaban destinados a ser usados por las caballerías pesadas.
Debido a la naturaleza religiosa de los cascos de turbante, a menudo están inscritos con caligrafía árabe para simbolizar la palabra de Alá tomada del Corán. Más a menudo es que la inscripción glorifica al gobernante a quien el guerrero es leal. Las palabras de Dios inscritas en el Corán supuestamente invocan el poder protector de Dios para el que lo usa. Las inscripciones a veces tenían incrustaciones de oro y plata, y estaban decoradas con motivos arabescos alrededor de los bordes. La mayoría de las incrustaciones de metales preciosos se realizaron en un período posterior cuando el casco ya no se usaba en el ámbito militar y había pasado a ser vendido. Otros cascos turbante contienen consejos sobre cómo alcanzar la virtud.